# Mycalesis neglecta
Mycalesis neglecta är en fjärilsart som beskrevs av Friedrich Thurau 1903. Mycalesis neglecta ingår i släktet Mycalesis och familjen praktfjärilar. Inga underarter finns listade i Catalogue of Life.